# Mike Bossy
Michael Dean Bossy (ur. 22 stycznia 1957 w Montrealu, zm. 15 kwietnia 2022 w Rosemère) – kanadyjski hokeista grający na pozycji napastnika (prawoskrzydłowego), reprezentant kraju.
Jeden z najbardziej utytułowanych zawodników w historii ligi NHL. Reprezentował barwy Laval National oraz New York Islanders (4-krotny zdobywca Pucharu Stanleya). Z reprezentacją Kanady dwukrotnie występował w Canada Cup (1981 – 2. miejsce, 1984 – triumf).
Był także nagradzany indywidualnie: zdobywca Calder Memorial Trophy – dla najlepszego debiutanta NHL oraz Conn Smythe Trophy – dla MVP play-off ligi NHL, trzykrotnie zdobywca Lady Byng Memorial Trophy – nagroda dla najuczciwszego zawodnika ligi NHL, 5-krotnie wybierany do pierwszej drużyny gwiazd NHL, trzykrotnie wybierany do drugiej drużyny gwiazd NHL, 7-krotny uczestnik Meczu Gwiazd NHL (raz MVP), członek Hockey Hall of Fame (1991).
Jest również rekordzistą względem liczby sezonów z co najmniej 50 golami (9 sezonów, ex aequo z Waynem Gretzkym i Aleksandrem Owieczkinem), liczby sezonów z rzędu co najmniej 50 golami (9 sezonów), względem liczby sezonów z co najmniej 60 golami (5 sezonów ex aequo z Waynem Gretzkym), względem najwyższej średniej goli na mecz w fazie zasadniczej ligi NHL (0,762 gole/mecz), najwyższej średniej goli na sezon w fazie zasadniczej NHL (57,3 goli/sezon), liczby zdobytych goli w powerplay w jednym sezonie (9 goli, ex aequo z Camem Neely), liczby hat tricków w rzędu (3 hat tricki, ex aequo z Joe Malonem, który dwukrotnie osiągnął tę liczbę), a także klubowym rekordzistą New York Islanders względem liczby zdobytych goli w fazie zasadniczej (573 gole), zdobytych goli w fazie play-off w jednym sezonie i ogółem (odpowiednio 17 goli i 85 goli, 1981–1983). Ponadto dwukrotnie był najlepszym strzelcem fazy zasadniczej ligi NHL (1979, 1981, kiedy jeszcze nie przyznawano Maurice Richard Trophy – nagrody dla najlepszego strzelca fazy zasadniczej ligi NHL).

## Wczesne życie
Mike Bossy urodził się jako 5. z 10 dzieci Dorothy z d. Mills oraz Bordena. Miał pięciu braci: Patricka, Christophera (obaj nie żyją), Rodny’ego, Donalda i Gordona oraz cztery siostry: Vivienne (nie żyje), Pamélę, Carole i Constance. Rodzina była wielkim fanem klubu ligi NHL, Detroit Red Wings w parafii Saint-Alphonse w dzielnicy Montrealu, Ahuntsic-Cartierville. Matka była Angielką francusko-kanadyjskiego pochodzenia, natomiast ojciec, który utrzymywał podwórkowe lodowisko w ich budynku mieszkalnym, miał korzenie ukraińskie.
Bossy uczęszczał do St. Pius X Comprehensive High School, a następnie do Laval Catholic High School. W 1969 roku złamał sobie rzepkę podczas szkolnych zawodów w skoku w dal, później rozwinął chroniczne problemy z kolanem podczas swojej kariery hokejowej.

## Kariera

### Wczesna kariera
Mike Bossy w 1969 roku brał udział w juniorskim turnieju Quebec International Pee-Wee Hockey Tournament 1969 reprezentując Montreal. W 1972 roku rozpoczął karierę juniorską w występującym juniorskiej lidze QMJHL Laval National. Mimo imponującej liczby zdobytych goli w ciągu 5 lat gry w klubie (309 goli – rekord lig juniorskich) oraz zdobytych punktów (532 punkty – rekord ligi QMJHL), został przez skautów ligi NHL uznany za „niewystarczająco wytrzymałego” i słabego w defensywie. Koszulka z numerem 17, w której występował w klubie Bossy, została zastrzeżona przez kontynuatora tradycji klubu, Acadie-Bathurst Titan.

### Draft NHL 1977
Bossy, którzy w lidze QMJHL zdobywał średnio 62 gole na sezon, w drafcie NHL 1977, który odbył się 14 czerwca 1977 roku, został odrzucony przez dwanaście klubów, w New York Rangers i Toronto Maple Leafs, które odrzuciły go dwukrotnie. Został wybrany z numerem 15 przez New York Islanders (16 czerwca 1977 roku został wybrany w 5 rundzie draftu WHA 1977 z numerem 44 przez Indianapolis Racers). Według Bossy’ego pozycja w drafcie NHL wymaganiami finansowymi stawianymi przez jego agenta, Pierre’a Lacroixa.
Scotty Bowman, trener Montrealu Canadiens, później żałował, że skauci klubu odrzuciły Bossy’ego (kwestionowali jego wytrzymałość i zamiast niego wybrali Marka Napiera), gdy później ze swoim asystentem, Claude’em Ruelem był pod wrażeniem gry zawodnika i jego indywidualnych statystyk.
Menedżer generalny New York Islanders, Bill Torrey początkowo miał dylemat między bramkostrzelnym Bossym a Dwightem Fosterem (143 punkty w lidze OHA oraz świetnie grał w obronie). Istnieją różne wersje dotyczące wyboru Bossy’ego do drużyny Wyspiarzy. Jedni ostateczny wpływ na wybór przypisują trenerowi Alowi Arbourowi, według którego, łatwiej doszkolić zawodnika, niż go sprawdzać. Inni wpływ na ten wybór przypisując skautowi klubu Harry’emu Saraceno, natomiast inni tę zasługę przypisują zarówno Alowi Arbourowi i Harry’emu Saraceno.

### Początki kariery

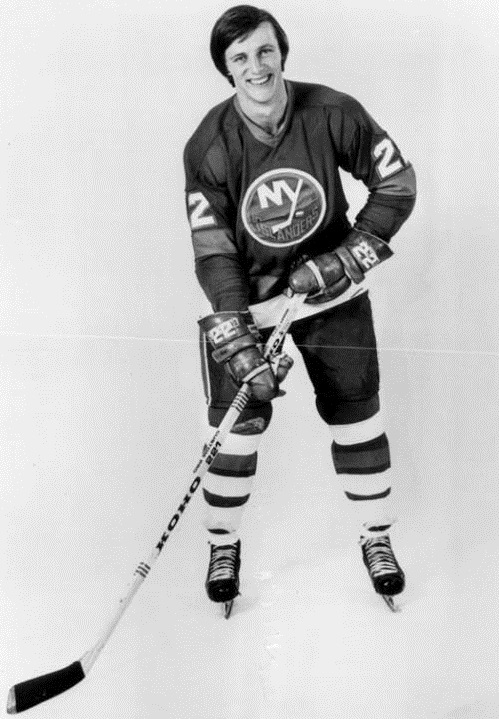
Mike Bossy (1978)

Mike Bossy zastąpił Billy’ego Harrisa na pierwszej linii, w której grał wraz z Bryanem Trottierem oraz Clarkiem Gilliesem, tworząc tzw. The Trio Grande. Debiut w lidze NHL zaliczył 13 października 1977 roku w przegranym 3:2 meczu u siebie z Buffalo Sabres, z którym Bossy w 9. minucie z asysty Bryana Trottiera i Clarka Gilliesa pokonał bramkarza drużyny przeciwnej Dona Edwardsa, doprowadzając tym samym do wyrównania na 1:1, a do połowy listopada 1977 roku zdobył już 11 goli. 4 lutego 1978 roku w wygranym 6:1 meczu wyjazdowym z Washington Capitals zdobył pierwszego w lidze NHL hat tricka. 25 lutego 1978 roku, w 45. minucie wygranego 7:1 wyjazdowego meczu z Chicago Blackhawks zdobył swojego 45. gola w sezonie 1977/1978, bijąc tym samym rekord względem liczby goli wśród nowicjuszy należący do Ricka Martina (44 gole). Bossy zapowiedział menedżerowi generalnemu klubu, Billowi Torreyowi zdobycie co najmniej 50 goli w sezonie 1977/1978, w którym ostatecznie zdobył 53 gole, ustanawiając tym samym rekord względem liczby goli wśród nowicjuszy (rekord Bossy’ego pobił Teemu Selänne w sezonie 1992/1993 – 76 goli). Bossy prowadził także w klasyfikacji zdobytych goli powerplay (25 goli). Świetne statystyki zaowocowały zdobyciem Calder Memorial Trophy oraz nominacją do udziału w Meczu Gwiazd NHL 1978, w którym wystąpił na prawym skrzydle w drużynie Konferencji Campbella. W ćwierćfinale fazy play-off, w której Bossy zdobył 4 punkty (2 gole, 2 asysty), drużyna Wyspiarzy rywalizowała z Toronto Maple Leafs. 27 kwietnia 1978 roku w przegranym 5:2 meczu u siebie, w 6. meczu rywalizacji, Bossy został uderzony przez Jerry’ego Butlera, w wyniku czego został przetransportowany do szpitala ze skręceniem szyi. Wrócił na 7. mecz rywalizacji, w którym drużyna Wyspiarzy 29 kwietnia 1978 roku przegrała na wyjeździe 2:1 po dogrywce, kończąc tym samym sezon. Bossy został wybrany do drugiej drużyny gwiazd NHL, do której ponownie został wybrany w sezonie 1978/1979, głównie dzięki zdobytym 69 golom w fazie zasadniczej (najwięcej w sezonie 1978/1979, drugi ówczesny najlepszy wynik wszech czasów w jednym sezonie).
23 grudnia 1978 roku członkowie The Trio Grande stali się bohaterami wygranego 9:4 meczu u siebie z New York Rangers: Bossy zdobył hat tricka oraz zaliczył trzy asysty, Bryan Trottier zdobył 5 goli oraz zaliczył trzy asysty, natomiast Clark Gillies zaliczył cztery asysty. 17 lutego 1979 roku w 21. minucie wygranego 8:3 meczu wyjazdowego z Los Angeles Kings zdobył swojego 100. gola w 129. meczu w lidze NHL, stając się tym samym najszybszym zawodnikiem, który tego dokonał (łącznie w ciągu dwóch pierwszych sezonów zdobył 122 gole). W tym samym sezonie reprezentował Drużynę Gwiazd NHL w Challenge Cup 1979 podczas serii meczów z reprezentacją ZSRR rozgrywanych na Madison Square Garden w Nowym Jorku, które wygrała drużyna Sbornej 2:1, a Bossy zdobył w nich 3 punkty (2 gole, 1 asysta). 16 kwietnia 1979 roku Bossy w wygranym 6:2 meczu wyjazdowym z Chicago Blackhawks, pierwszym meczu rywalizacji w ćwierćfinale fazy play-off, ustanowił rekord względem liczby zdobytych punktów w meczu tej fazy – 4 punkty (1 gol, 3 asysty). Drużyna Wyspiarzy wygrała tę rywalizację 4:0 i awansowała do półfinału, a Bossy ustanowił kolejny rekord, tym razem względem ilości zdobytych goli w jednej rywalizacji (5 goli). W półfinale drużyna Wyspiarzy przegrała rywalizację 4:2 z New York Rangers, która stawiła opór The Trio Grande (Bossy nie zdobył gola w rywalizacji).

### Złota era Wyspiarzy
Przed rozpoczęciem sezonu 1979/1980 Bossy przedłużył z New York Islanders o dwa lata kontrakt o wartości 500 000 dolarów amerykańskich. Pierwsza część sezonu 1979/1980 nie była udana dla drużyny Wyspiarzy (16 zwycięstw, 6 remisy, 17 porażek), na pewien trener Al Arbour przesunął Clarka Gilliesa na inną formację. Od 9 stycznia 1980 roku seria meczów drużyny Wyspiarzy była imponująca: 23 zwycięstwa, 2 remisy, 16 porażek, co dało 2. miejsce w Patrick Division oraz awans do fazy play-off, a Bossy ponownie wystąpił w Meczu Gwiazd NHL 1980 w drużynie Konferencji Campbella, która przegrała 6:3 z drużyną Konferencji Księcia Walii. Z drużyny Wyspiarzy w tym meczu wystąpił także Bryan Trottier oraz Al Arbour w roli trenera. W fazie play-off, w wygranej rywalizacji 3:1 z Los Angeles Kings w rundzie eliminacyjnej fazy play-off Bossy w 2 meczach zdobył 2 punkty (1 gol, 1 asysta). Natomiast w ćwierćfinale w rywalizacji z Boston Bruins (4:1), z powodu kontuzji ręki nie wystąpił w trzech pierwszych meczach, jednak kiedy wrócił na taflę, zdobył w dwóch meczach 4 punkty (2 gole, 2 asysty). Natomiast w półfinale w rywalizacji z Buffalo Sabres (4:2) zdobył 6 punktów (3 gole, 3 asysty), a drużyna Wyspiarzy po raz pierwszy awansowała do finału Pucharu Stanleya, w którym Bossy był najskuteczniejszym zawodnikiem, zdobywając 11 punktów (4 gole, 7 asyst), a New York Islanders 24 maja 1980 roku po wygranym 5:4 po dogrywce 6. meczu rywalizacji (decydującego gola w 7. minucie dogrywki zdobył Bobby Nystrom) i wygraniu rywalizacji 4:2 z Philadelphia Flyers, po raz pierwszy w swojej historii zdobyło Puchar Stanleya, a Bossy łącznie w fazie play-off zdobył 23 punkty (10 goli, 13 asyst), jako drugi najskuteczniejszy zawodnik klubu (pierwszy był Bryan Trottier, który zdobył 29 punktów – 12 goli, 17 asyst).
24 stycznia 1981 roku Mike Bossy i Charlie Simmer z Los Angeles Kings stali przed szansą bycia pierwszymi po Mauricie Richardzie po sezonie 1944/1945, którzy zdobyli 50 goli w 50 meczach. Dotychczas w sezonie 1980/1981 Bossy zdobył 48 goli, natomiast Charlie Simmer zdobył 46 goli. W wygranym przez drużynę Królów meczu u siebie 6:4 z Boston Bruins Charlie Simmer zdobył hat tricka i miał na koncie 49 goli, natomiast Bossy w wygranym 7:4 meczu u siebie z Quebec Nordiques w ostatnich 5 minutach meczu zdobył dwa gole, w tym drugiego na 89 sekund przed końcem meczu, stając się tym samym drugim zawodnikiem w historii NHL, który zdobył 50 goli w 50 meczach, a Maurice Richard wysłał do Bossy’ego telegram z gratulacjami. Fazę zasadniczą sezonu 1980/1981 zakończył z 68 golami (w tym 9 hat tricków), a przez swoje pierwsze cztery sezony miał średnią 78 goli na mecz (rekord ligi NHL). Wystąpił także w Meczu Gwiazd NHL 1981 oraz został wybrany do pierwszej drużyny gwiazd NHL. W pierwszej rundzie fazy play-off drużyna Wyspiarzy pewnie wygrała rywalizację z Toronto Maple Leafs 3:0, a Bossy wraz z Bryanem Trootierem z 10 punktami byli najskuteczniejszymi zawodnikami swojej drużyny w tej rywalizacji. W ćwierćfinale drużyna Wyspiarzy wygrała rywalizację z Edmonton Oilers 4:2, a Bossy zdobył w niej 11 punktów (4 gole, 7 asyst), po czym prowadził ex aequo z supergwiazdą drużyny Nafciarzy, Wayne'em Gretzkym (po 21 punktów). Natomiast w rywalizacji w półfinale z New York Rangers (4:0) Bossy zdobył 6 punktów (5 goli, 1 asysta).
Tym samym drużyna Wyspiarzy po raz drugi z rzędu awansowała do finału Pucharu Stanleya, w którym wygrała rywalizację 4:1 z Minnesota North Stars, tym samym zdobywając trofeum po raz drugi z rzędu, a Bossy w fazie play-off zdobył 35 punktów (17 goli – 9 z powerplay, 18 asyst).
Przed rozpoczęciem sezonu 1981/1982, w którym w fazie zasadniczej zdobył 147 punktów (64 gole, 83 asysty), przedłużył o 6 lat kontrakt z klubem. Po czwarty wystąpił w Meczu Gwiazd NHL 1982, w którym zdobył 2 gole oraz został wybrany jego MVP, a drużyna Konferencji Księcia Walii, w której grał, wygrała 4:2 z drużyną Konferencji Campbella.
W fazie play-off, w półfinale Patrick Division drużyna Wyspiarzy wygrała rywalizację 3:2 z Pittsburgh Penguins, a Bossy zdobył w tej rywalizacji dwa gole, mimo ograniczonej mobilności, spowodowanej kontuzją kolana. W finale Patrick Division przeciwnikiem drużyny Wyspiarzy był New York Rangers, na który Bossy w fazie zasadniczej miał patent, gdyż w 8 meczach z tym klubem zdobył 15 punktów (6 goli, 9 asyst). Drużyna Wyspiarzy wygrała tę rywalizację 4:2, a Bossy mimo kłopotów z kolanem zdobył 8 punktów (4 gole, 4 asysty). W finale Konferencji Księcia Walii w wygranej rywalizacji 4:0 z Quebec Nordiques Bossy zdobył 8 punktów (4 gole, 4 asysty). W finale Pucharze Stanleya New York Islanders po zdecydowanej wygranej rywalizacji 4:0 z Vancouver Canucks po raz trzeci z rzędu zdobył trofeum, a Bossy zdobył w rywalizacji zdobył 7 goli, wyrównując tym samym rekord Jeana Béliveau, co dało mu Conn Smythe Trophy oraz ponowny wybór do pierwszej drużyny gwiazd NHL.
W fazie zasadniczej sezonu 1982/1983 zdobył 118 punktów (60 goli – w tym 27 goli powerplay, dzięki czemu pobił kolejny rekord Jeana Béliveau, 58 asyst). Został także ponownie nagrodzony Lady Byng Memorial Trophy (tylko 20 minut na ławce kar), trzeci raz z rzędu wybrany do pierwszej drużyny gwiazd NHL oraz po raz piąty wystąpił w Meczu Gwiazd NHL 1983. W fazie play-off z drużyną Wyspiarzy po raz drugi z rzędu awansowała do finału Pucharu Stanleya, w którym po wygraniu 17 maja 1983 roku w decydującego meczu wyjazdowego (4:2) zdobył w 12. minucie gola na 3:0 (Bossy został drugim w historii zawodnikiem w histoii ligi NHL, który zdobył gola w decydującym meczu finałowym: pierwszym był Jack Darragh, który zdobywał gole dla Ottawa Senators w sezonie 1919/1920 i 1920/1921) i tym samym rywalizacji 4:0 z Edmonton Oilers, po raz czwarty z rzędu Puchar Stanleya.

### Późniejsze lata
W sezonie 1983/1984 Bossy zdobył 5 goli w pierwszych 3 meczach, jednak potem z powodu kontuzji biodra nie wystąpił w kolejnych 6 meczach. Następnie miał passę 15 punktów, która zakończyła się podczas meczu wyjazdowego z Calgary Flames (2:6) 1 grudnia 1983 roku, potem 19 punktów, która zakończyła się podczas meczu wyjazdowego z Boston Bruins (2:0) 16 stycznia 1984 roku. 14 stycznia 1984 roku w 52. minucie wygranego 4:2 meczu wyjazdowego z New York Rangers z asysty Butcha Goringa i Denisa Potvina zdobył swojego 400. gola w 506. meczu w lidze NHL. W sezonie 1983/1984 miał wystąpić w swoim 6. Meczu Gwiazd NHL, jednak 24 stycznia 1984 roku w przegranym 4:0 meczu wyjazdowym z Detroit Red Wings w wyniku starcia z Dwightem Fosterem doznał kontuzji kolana, która wykluczyła go z tego meczu oraz 6 meczów New York Islanders i jego miejsce zastąpił Rick Middleton z New York Rangers. Fazę zasadniczą zakończył z 51 golami (7. raz z rzędu z co najmniej 50 golami). Po raz czwarty z rzędu został wybrany do pierwszej drużyny gwiazd NHL oraz ponownie zdobył Lady Byng Memorial Trophy, który został wręczony Bossy’emu podczas ceremonii rozdania nagród ligi NHL przez kanadyjskiego kosmonautę Marca Garneau.
W fazie play-off zdobył 8 goli w trzech rywalizacjach: New York Rangers (3:2), Wahington Capitals (4:1) oraz Montreal Canadiens (4:2), tym utrzymując swój rekord 19 wygranych rywalizacji w fazie play-off z rzędu oraz awansując do 5 z rzędu finału Pucharu Stanleya, gdzie ich przeciwnikiem ponownie był Edmonton Oilers. W finale Bossy zaliczył jednie 3 asysty, natomiast drużyna Wyspiarzy przegrała rywalizację 4:1 i tym samym triumfatorem rozgrywek został po raz pierwszy w historii Edmonton Oilers.
Bossy dobrze rozpoczął sezon 1984/1985, zdobywając gole w 10 kolejnych meczach, a na początku listopada 1984 roku z 33 punktami prowadził w klasyfikacji najskuteczniejszych zawodników, a do grudnia 1984 roku zdobywał co najmniej 1 gola na mecz (25 goli w 23 meczach). W połowie sezonu 1984/1985 Bossy w 41 meczach zdobył 76 punktów (37 goli, 39 asyst), natomiast New York Islanders prowadził w tabeli zasadniczej. Wkrótce jako jedyny jednogłośnie, po raz siódmy został wybrany do Meczu Gwiazd NHL 1985. Bossy zakończył fazę zasadniczą z 58 golami (8. raz z rzędu z co najmniej 50 golami), co mu dało wyróżnienie do drugiej drużyny gwiazd NHL, natomiast New York Islanders po raz kolejny awansował do fazy play-off, w której zakończył swój udział w finale Patrick Division po przegranej rywalizacji 4:1 z Philadelphia Flyers.
W sezonie 1985/1986 Bossy osiągnął wiele jubileuszy. 2 stycznia 1986 roku w wygranym 7:5 meczu u siebie z Boston Bruins zdobył dwa gole, tym samym zostając pierwszym zawodnikiem w historii ligi NHL, który osiągnął liczbę 500 goli. 24 stycznia 1986 roku w 59. minucie wygranego 7:5 meczu u siebie z Washington Capitals wraz z Brentem Sutterem asystował przy decydującym golu Bryana Trottiera, dzięki czemu zdobył swój 1000 punkt w lidze NHL, dzięki czemu awansował na 10. miejsce w klasyfikacji wszech czasów, 12 marca 1986 roku w wygranym 8:4 meczu u siebie z Calgary Flames po zdobyciu czterech goli przekroczył liczbę 50 goli w sezonie 1985/1986, zaliczając tym samym dziewiąty z rzędu sezon w lidze NHL z co najmniej 50 golami, natomiast 6 kwietnia 1986 roku w ostatnim meczu fazy zasadniczej z New Jersey Devils, zakończył się zwycięstwem drużyny Wyspiarzy 9:7, po zdobyciu gola na 8:6 w 56. minucie, zakończył tę fazę z 61 golami, zaliczając tym samym piąty sezon w lidze NHL z co najmniej 60 golami.
4 lutego 1986 roku wystąpił w Meczu Gwiazd NHL 1986, w którym asystował przy decydującym golu Bryana Trottiera w 3. minucie dogrywce, tym samym zapewniając swojej drużynie, Konferencji Księcia Walii zwycięstwa 4:3 nad drużyną Konferencji Campbella. Drużyna Wyspiarzy ponownie awansowała do fazy play-off, gdzie już na półfinale Patrick Division zakończyła rozgrywki po przegranej rywalizacji 3:0 z Washington Capitals. 12 kwietnia 1986 roku w ostatnim meczu rywalizacji, przegranym 3:1, w 55. minucie Bossy zdobył gola, śrubując tym samym rekord zdobytych goli w fazie play-off w lidze NHL (83 gole). Bossy został także po raz piąty wybrany do pierwszej drużyny gwiazd NHL oraz po raz trzeci zdobył Lady Byng Memorial Trophy.
Po sezonie 1985/1986 nowym trenerem drużyny Wyspiarzy został Terry Simpson. Podczas obozu przygotowawczego do sezonu 1986/1987 Bossy zaczął odczuwać bóle pleców, po czym po dwóch meczach, w których nie zdobył gola, nakazano mu 10-dniowy odpoczynek. Po czterech meczach, w których nie grał, wrócił na taflę w świetnej formie, zdobywając 21 punktów (12 goli, 9 asyst) w 12 meczach. Do Bożego Narodzenia miał na koncie 22 gole, jednak z powodu bólu pleców nie grał w wielu meczach i nie był już w swojej dotychczasowej formie, przechodził zabiegi chiropraktyczne i rozważał wzięcie urlopu w lutym 1987 roku. 6 stycznia 1987 roku grając na linii z Gregiem Gilbertem i Bryanem Trottierem w wygranym 5:3 meczu u siebie z Minnesota North Stars zdobył dwa gole, po czym z powodu nasilającego się bólu pleców musiał opuścić 7 meczów, a lekarze nie byli w stanie postawić diagnozy. Uważano, że to efekt nadmiernie obciążonych pleców podczas jazdy na łyżwach w sposób odciążający prawe kolano, które było zoperowane w wyniku złamania rzepki, gdy był dzieckiem.
Bossy został wybrany do składu drużyny NHL w dwumeczu z reprezentacją ZSRR tzw. Rendez-vous '87, który zastąpił Mecz Gwiazd NHL, jednak wycofał się z powodu problemów z plecami. Bossy nadal miał nadzieję na zaliczenie 10. sezonu z co najmniej 50 golami, co w wyniku 32 goli do końca lutego 1987 roku było to możliwe, jednak pod koniec marca 1987 roku stało się jasne, że tego nie osiągnie, gdyż problemy z plecami stawały się coraz poważniejsze. 13 marca 1987 roku w wygranym 7:6 po dogrywce meczu u siebie z New Jersey Devils, w 53. minucie z asysty Pata Flatleya i Bryana Trottiera zdobył gola na 5:6 (38. gola i ostatniego gola w sezonie 1986/1987, był wraz z Patem LaFontainem najlepszym strzelcem drużyny Wyspiarzy). Awansował z klubem do fazy play-off, w której zakończył rywalizację w finale Patrick Division, po przegranej rywalizacji 4:3 z Philadelphia Flyers (30 kwietnia 1987 roku Bossy w szóstym, wygranym 4:2 wyjazdowym meczu rywalizacji, Bossy zdobył w 3. minucie gola, otwierającego wynik meczu na 1:0. Był to 85. i zarazem ostatni gol Bossy’ego w fazie play-off).

### Problemy zdrowotne i koniec kariery
Po sezonie 1986/1987 Bossy planował wziąć udział w obozie treningowym w 1987 roku, jednak ból uniemożliwiał mu zginanie się w celu zawiązania własnych łyżew, w wyniku czego musiał przejść serię testów i prześwietleń pleców, po czym lekarze stwierdzili dwa uszkodzone dyski w dolnej części pleców i nie można ich naprawić chirurgicznie, w wyniku czego Bossy stracił cały sezon 1987/1988 na rzecz rekowalescencji, w trakcie której menedżer generalny New York Islanders, Bill Torrey zaproponował mu wymianę z Montreal Canadiens, by ten był bliżej domu, jednak Bossy tę propozycję odrzucił.
Latem 1988 właściciel i dyrektor generalny Los Angeles Kings: Bruce McNall i Rogie Vachon, po sprowadzeniu do swojego klubu Wayne’a Gretzky’ego zaproponowali Bossy’emu podpisanie kontraktu, jednak ten odrzucił ofertę twierdząc, że nie byłby w stanie spełnić ich oczekiwań, po czym w październiku 1988 roku oficjalnie ogłosił zakończenie kariery sportowej.

## Kariera reprezentacyjna
Mike Bossy w latach 1981–1984 wystąpił w reprezentacji Kanady na dwóch turniejach Canada Cup, w których rozegrał 15 meczów, w których zdobył 20 punktów (13 goli, 7 asyst) oraz spędził 4 minuty na ławce kar.
W Canada Cup 1981 drużyna Team Canada dotarła do finału, w którym 13 września 1981 roku na Montreal Forum w Montrealu przegrała z naszpikowaną gwiazdami reprezentacją ZSRR 8:1, natomiast w Canada Cup 1984 triumfowała w turnieju po wygranej rywalizacji z reprezentacją Szwecji (5:2, 6:5).

## Statystyki
Pogrubioną czcionką oznaczono najlepszy wynik w lidze

### Klubowe
| 1972/1973       | Laval National     | QMJHL           | 4   | 1   | 2   | 3    | 0   | –   | –  | –  | –   | —  |
| 1973/1974       | Laval National     | QMJHL           | 68  | 70  | 48  | 118  | 45  | 11  | 6  | 16 | 22  | 2  |
| 1974/1975       | Laval National     | QMJHL           | 67  | 84  | 65  | 149  | 42  | 16  | 18 | 20 | 38  | 2  |
| 1975/1976       | Laval National     | QMJHL           | 64  | 79  | 57  | 136  | 25  | –   | –  | –  | –   | —  |
| 1976/1977       | Laval National     | QMJHL           | 61  | 75  | 51  | 126  | 12  | 7   | 5  | 5  | 10  | 12 |
| 1977/1978       | New York Islanders | NHL             | 73  | 53  | 38  | 91   | 6   | 7   | 2  | 2  | 4   | 2  |
| 1978/1979       | New York Islanders | NHL             | 80  | 69  | 57  | 126  | 25  | 10  | 6  | 2  | 8   | 2  |
| 1979/1980       | New York Islanders | NHL             | 75  | 51  | 41  | 92   | 12  | 16  | 10 | 13 | 23  | 8  |
| 1980/1981       | New York Islanders | NHL             | 79  | 68  | 51  | 119  | 32  | 18  | 17 | 18 | 35  | 4  |
| 1981/1982       | New York Islanders | NHL             | 80  | 64  | 83  | 147  | 22  | 19  | 17 | 10 | 27  | 0  |
| 1982/1983       | New York Islanders | NHL             | 79  | 60  | 58  | 118  | 20  | 19  | 17 | 9  | 26  | 10 |
| 1983/1984       | New York Islanders | NHL             | 67  | 51  | 67  | 118  | 8   | 21  | 8  | 10 | 18  | 4  |
| 1984/1985       | New York Islanders | NHL             | 76  | 58  | 59  | 117  | 38  | 10  | 5  | 6  | 11  | 4  |
| 1985/1986       | New York Islanders | NHL             | 80  | 61  | 62  | 123  | 14  | 3   | 1  | 2  | 3   | 4  |
| 1986/1987       | New York Islanders | NHL             | 63  | 38  | 37  | 75   | 33  | 6   | 2  | 3  | 5   | 2  |
| Łącznie w QMJHL | Łącznie w QMJHL    | Łącznie w QMJHL | 264 | 309 | 223 | 532  | 124 | 34  | 29 | 41 | 70  | 16 |
| Łącznie w NHL   | Łącznie w NHL      | Łącznie w NHL   | 752 | 573 | 553 | 1126 | 210 | 129 | 85 | 75 | 160 | 38 |

### Reprezentacyjne
| Rok   | Drużyna | Turniej | Miejsce |    | M  | G | A  | Pkt | Min |
| ----- | ------- | ------- | ------- | -- | -- | - | -- | --- | --- |
| 1981  | Kanada  | CC      |         | 7  | 8  | 3 | 11 | 2   |     |
| 1984  | Kanada  | CC      |         | 8  | 5  | 4 | 9  | 2   |     |
| Razem | Razem   | Razem   | Razem   | 15 | 13 | 7 | 20 | 4   |     |

## Sukcesy

### Zawodnicze
New York Islanders
- Puchar Stanleya: 1980, 1981, 1982, 1983
- Finał Pucharu Stanleya: 1984

Reprezentacyjne
- Canada Cup: 1984
- Finał Canada Cup: 1981

### Indywidualne
- Calder Memorial Trophy: 1978
- Lady Byng Memorial Trophy: 1983, 1984, 1986
- Conn Smythe Trophy: 1982
- Drużyna Gwiazd NHL: 1981, 1982, 1983, 1984, 1986
- Drużyna Dublerów NHL: 1978, 1979, 1985
- Mecz Gwiazd NHL: 1978, 1980, 1981, 1982, 1983, 1985, 1986
- MVP Meczu Gwiazd NHL: 1982
- Członek Hockey Hall of Fame: 1991

## Po zakończeniu kariery
Mike Bossy po zakończeniu kariery sportowej wrócił z rodziną do Laval w prowincji Quebec. Wkrótce wszedł w biznes ze swoim agentem Pierrem Lacroixem i dołączył do Titana, producenta kijów hokejowych, którego został wiceprezesem. Był również spikerem dla klubu ligi NHL Quebec Nordiques. Do 1992 roku, oprócz gry w golfa oraz wystąpień publicznych, był także reprezentantem firmy Karhu, byłej spółki macierzytej Titana oraz agencji ubezpieczonej CUMIS, w których zajmował stanowiska public relations.
3 marca 1992 roku koszulka z numerem 22, w którym Bossy grał w New York Islanders, została zastrzeżona przez władze klubu.
W 1993 roku rozpoczął pracę w francuskojęzycznej stacji radiowej CKOI-FM w Montrealu, w którym pracował do 1996 roku: najpierw do 1994 roku pracował przy porannej audycji pn. „Y'e trop d'bonne heure”, następnie przeszedł do audycji sportowych, a także miał skłonność do komiksów. Następnie do 1999 roku zajmował się public relations dla Humpty Dumpty, natomiast w 2003 roku został dyrektorem sprzedaży w jednej z firm w prowincji Quebec. Został wraz z Cassim Campbellem oraz Bobbym Orrem ambasadorem programu pn. Hockey Canada Chevrolet Safe & Fun Hockey.
W 1998 roku został sklasyfikowany na 20. miejscu na liście 100 największych hokeistów według magazynu The Hockey News.
Później przypomniał sobie, że przez ponad półtorej dekady nie mógł znaleźć pracy w NHL, trzykrotnie starał się o pracę w Montrealu Canadiens. Kiedy w 2002 roku trenerem New York Rangers został były kolega z New York Islanders, Bryan Trottier, Bossy był pewien zatrudnienia w klubie, jednak nie dostał takiej szansy, gdyż Bryan Trottier po kilku miesiącach został zwolniony z klubu.
13 października 2006 roku władze New York Islanders poinformowały o dołączeniu Bossy’ego do klubu, w którym współpracował z biurem głównym w zakresie rozwoju sponsorów i fanów.
We wrześniu 2014 roku dołączył do stacji MSG Networks jako analityk hokejowy, natomiast we wrześniu 2015 roku dołączył w roli komentatora do stacji TVA Sports, oficjalnego francuskojęzycznego nadawcy rozgrywek ligi NHL w Kanadzie. Pojawiał się w także nocnych programach stacji pt. Dave Morissette Live oraz TVA Sports at 5.
27 stycznia 2017 roku został wybrany do listy 100 najlepszych hokeistów NHL.

## Mike Bossy w kulturze popularnej
- W 1980 roku zainaugurowano nagrodę pn. Mike Bossy Trophy, która jest przyznawana w juniorskiej lidze QMJHL zawodnikowi, który ma największe szanse na karierę w lidze NHL.
- W 1981 roku był konsultantem przy realizacji odcinka serialu animowanego Szopy pracze pn. Szopy na lodzie (ang. The Raccoons on Ice). Przez większość odcinka jeden z bohaterów, Cedric Sneer był widziany w koszulce New York Islanders z numerem 22, w którym Bossy wówczas grał w klubie.
- W 1982 roku firma Game Plan wyprodukowała prototyp maszyny do gry w pinballa pn. Mike Bossy the Scoring Machine[151]
- W 1985 roku podczas Meczu Gwiazd NHL, Bossy wraz z innymi uczestnikami brał udział w kręceniu scen do teledysku kanadyjskiego singla zbiorowego pt. "Tears Are Not Enough"' stworzonego przez Davida Fostera[152]. Bossy powiedział o doświadczeniu, że jego „fantazją jest zostać piosenkarzem”[153].
- W 2005 roku zagrał samego siebie w filmie pt. Les Boys 4, kontynuacji serii francusko-kanadyjskiego filmu pt. Les Boys[154].

## Życie prywatne
Mike Bossy poznał swoją przyszłą żonę, Lucie Creamer w 1971 roku, gdy pracowała w barze w przekąskami na lodowisku, w którym grał. Para pobrała się 23 lipca 1977 roku oraz miała dwie córki: Josiane i Tanyę oraz dwie wnuczki: Alexe i Gabrielle.

## Choroba i śmierć
Mike Bossy 19 października 2021 roku poinformował o zdiagnozowaniu u niego raka płuc.
Zmarł 15 kwietnia 2022 roku w Rosemère. Tydzień później, 22 kwietnia 2022 roku na tę samą chorobę zmarł inny utytułowany hokeista, Guy Lafleur (obaj pochodzili z prowincji Quebec oraz palili dużo papierosów w trakcie kariery sportowej).